# Función exponencial

La función exponencial natural y = e^{x}

En matemáticas, una función exponencial es una función de la forma{\displaystyle f(x)=ab^{x}} en el que el argumento x se presenta como un exponente. Una función de la forma {\displaystyle f(x)=ab^{cx+d}} también es una función exponencial, ya que puede reescribirse como: 
{\displaystyle ab^{cx+d}=\left(ab^{d}\right)\left(b^{c}\right)^{x}}
Como funciones de una variable real, las funciones exponenciales se caracterizan únicamente por el hecho de que la tasa de crecimiento de dicha función (es decir, su derivada) es directamente proporcional al valor de la función. La constante de proporcionalidad de esta relación es el logaritmo natural de la base b:{\displaystyle {\frac {d}{dx}}b^{x}=b^{x}\log _{e}b.} La constante e = 2.71828... es la base única para la cual la constante de proporcionalidad es 1, de modo que la derivada de la función es ella misma:{\displaystyle {\frac {d}{dx}}e^{x}=e^{x}\log _{e}e=e^{x}}. Dado que el cambio de la base de la función exponencial simplemente da como resultado la aparición de un factor constante adicional, es computacionalmente conveniente reducir el estudio de las funciones exponenciales en el análisis matemático al estudio de esta función particular, llamada convencionalmente la "función exponencial natural", o simplemente, "la función exponencial" y denotada por {\displaystyle x\mapsto e^{x}} o bien {\displaystyle x\mapsto \exp(x)}. Si bien ambas notaciones son comunes, la primera se usa generalmente para los exponentes más simples, mientras que la segunda tiende a usarse cuando el exponente es una expresión complicada.
La función exponencial satisface la identidad multiplicativa fundamental {\displaystyle e^{x+y}=e^{x}e^{y}} para todo {\displaystyle x,y\in \mathbb {R} }. Esta identidad se extiende a los exponentes de valores complejos. Se puede mostrar que cada solución continua, distinta de cero, de la ecuación funcional {\displaystyle f(x+y)=f(x)f(y)} es una función exponencial, {\displaystyle f:\mathbb {R} \to \mathbb {R} ,\ x\mapsto b^{x}} con la identidad multiplicativa fundamental, junto con la definición del número e como e1, muestra que {\displaystyle e^{n}=\underbrace {e\times \cdots \times e} _{n{\text{ términos}}}} para enteros positivos n y relaciona la función exponencial con la noción elemental de exponenciación.
El argumento de la función exponencial puede ser cualquier número real o complejo o incluso un tipo de objeto matemático completamente diferente (por ejemplo, una matriz).
Su omnipresente aparición en matemáticas puras y aplicadas ha llevado al matemático W. Rudin a opinar que la función exponencial es "la función más importante en matemáticas". En los ajustes aplicados, las funciones exponenciales modelan una relación en la que un cambio constante en la variable independiente proporciona el mismo cambio proporcional (es decir, aumento o disminución de porcentaje) en la variable dependiente. Esto ocurre ampliamente en las ciencias naturales y sociales; por lo tanto, la función exponencial también aparece en una variedad de contextos dentro de la física, la química, la ingeniería, la biología matemática y la economía.
La gráfica de {\displaystyle y=e^{x}}está inclinada hacia arriba, y aumenta más rápido a medida que x aumenta. El gráfico siempre se encuentra por encima del eje x, pero puede estar arbitrariamente cerca de él para x negativo; Así, el eje x es una asíntota horizontal. La pendiente de la tangente a la gráfica en cada punto es igual a su coordenada y en ese punto, como lo indica su función derivada. Su función inversa es el logaritmo natural, denotado {\displaystyle \log }, {\displaystyle \ln }, o {\displaystyle \log _{e}}; debido a esto, algunos textos antiguos se refieren a la función exponencial como el antilogaritmo.

## Definición formal

La función exponencial (en azul) y la suma de los primeros n + 1 términos de sus series de potencias (en rojo).

La función exponencial real {\displaystyle \exp :\mathbb {R} \to \mathbb {R} } se puede caracterizar de varias maneras equivalentes. Más comúnmente, se define por las siguientes series de potencias:
{\displaystyle \exp(x)=\sum _{k=0}^{\infty }{\frac {x^{k}}{k!}}=1+x+{\frac {x^{2}}{2}}+{\frac {x^{3}}{6}}+{\frac {x^{4}}{24}}+\cdots }
Como el radio de convergencia de esta serie de potencias es infinito, esta definición es, de hecho, aplicable a todos los números complejos {\displaystyle z\in \mathbb {C} }.
La diferenciación término por término de esta serie de potencias revela que {\displaystyle (d/dx)(\exp x)=\exp x} para todas las x reales, lo que lleva a otra caracterización común de {\displaystyle \exp(x)} como la única solución de la ecuación diferencial
{\displaystyle y'(x)=y(x),}
satisfaciendo la condición inicial  {\displaystyle y(0)=1.}
Basándose en esta caracterización, la regla de la cadena muestra que su función inversa, el logaritmo natural, satisface {\displaystyle (d/dy)(\log _{e}y)=1/y} para {\displaystyle y>0,} o {\textstyle \log _{e}y=\int _{1}^{y}{\frac {1}{t}}\,dt.} Esta relación lleva a una definición menos común de la función exponencial real {\displaystyle \exp(x)}como la solución {\displaystyle y} a la ecuación
{\displaystyle x=\int _{1}^{y}{\frac {1}{t}}\,dt.}
Por medio del teorema del binomio y la definición de la serie de potencias, la función exponencial también se puede definir como el siguiente límite:
{\displaystyle e^{x}=\lim _{n\to \infty }\left(1+{\frac {x}{n}}\right)^{n}.}

## Visión general

La curva roja es la función exponencial. Las líneas horizontales negras muestran donde cruza las líneas verticales verdes.

La función exponencial surge cuando una cantidad crece o decae a una tasa proporcional a su valor actual. Una de esas situaciones es el interés continuamente compuesto, y de hecho, fue esta observación la que llevó a Jacob Bernoulli en 1683 al número 
{\displaystyle \lim _{n\to \infty }\left(1+{\frac {1}{n}}\right)^{n}}
ahora conocido como e. Más tarde, en 1697, Johann Bernoulli estudió el cálculo de la función exponencial.
Si una cantidad principal de 1 gana intereses a una tasa anual de x capitalización mensual, entonces el interés ganado cada mes es x12  veces el valor actual, por lo que cada mes el valor total se multiplica por (1 + x12), y el valor al final del año es (1 + x12)12. Si, en cambio, el interés se agrava diariamente, esto se convierte en (1 + x365)365. Dejar que el número de intervalos de tiempo por año crezca sin límite lleva a la definición límite de la función exponencial,
{\displaystyle \exp(x)=\lim _{n\to \infty }\left(1+{\frac {x}{n}}\right)^{n}}
primero dado por Leonhard Euler. Esta es una de varias caracterizaciones de la función exponencial; Otros implican series o ecuaciones diferenciales.
De cualquiera de estas definiciones se puede mostrar que la función exponencial obedece a la identidad de exponenciación básica,
{\displaystyle \exp(x+y)=\exp(x)\cdot \exp(y)}
lo que justifica la notación ex.
La derivada (tasa de cambio) de la función exponencial es la función exponencial en sí misma. Más generalmente, una función con una tasa de cambio proporcional a la función en sí misma (en lugar de ser igual a ella) es expresable en términos de la función exponencial. Esta propiedad de función conduce a un crecimiento exponencial o decaimiento exponencial.
La función exponencial se extiende a una función completa en el plano complejo. La fórmula de Euler relaciona sus valores en argumentos puramente imaginarios con funciones trigonométricas. La función exponencial también tiene análogos para los cuales el argumento es una matriz, o incluso un elemento de un álgebra de Banach o un álgebra de Lie.

## Derivadas y ecuaciones diferenciales

La derivada de la función exponencial es igual al valor de la función. Desde cualquier punto P en la curva (azul), dibuje una línea tangente (roja) y una línea vertical (verde) con altura h, formando un triángulo rectángulo con una base b en el eje x. Dado que la pendiente de la línea tangente roja (la derivada) en P es igual a la relación entre la altura del triángulo y la base del triángulo (aumento sobre la ejecución), y la derivada es igual al valor de la función, h debe ser igual a la relación de h a b. Por lo tanto, la base b siempre debe ser 1.

La importancia de la función exponencial en matemáticas y ciencias proviene principalmente de su definición como función única que es igual a su derivada y es igual a 1 cuando x = 0. Es decir, 
{\displaystyle {\frac {d}{dx}}e^{x}=e^{x}\quad {\text{y}}\quad e^{0}=1.}
Las funciones de la forma cex para la constante c son las únicas funciones que son iguales a su derivada (por el teorema de Picard-Lindelöf). Otras formas de decir lo mismo incluyen: 
- La pendiente de la gráfica en cualquier punto es la altura de la función en ese punto.
- La tasa de aumento de la función en x es igual al valor de la función en x.
- La función resuelve la ecuación diferencial y′ = y.
- exp es un punto fijo de derivado como funcional.

Si la tasa de crecimiento o decaimiento de una variable es proporcional a su tamaño, como es el caso del crecimiento poblacional ilimitado (ver catástrofe maltusiana), interés compuesto continuamente o decaimiento radiactivo, entonces la variable puede escribirse como una función exponencial por el tiempo. Explícitamente para cualquier constante real k, una función f: R → R satisface f′ = kf si y solo si f (x) = cekx para alguna constante c. k, a function satisfies if and only if f(x) = cekx for some constant c.
Además, para cualquier función diferenciable f(x), encontramos, por la regla de la cadena:
{\displaystyle {\frac {d}{dx}}e^{f(x)}=f'(x)e^{f(x)}.}

## Fracciones continuas paraex
Una fracción continua para ex puede obtenerse a través de una identidad de Euler: 
{\displaystyle e^{x}=1+{\cfrac {x}{1-{\cfrac {x}{x+2-{\cfrac {2x}{x+3-{\cfrac {3x}{x+4-\ddots }}}}}}}}}
La siguiente fracción continua generalizada para ez converge más rápidamente:
{\displaystyle e^{z}=1+{\cfrac {2z}{2-z+{\cfrac {z^{2}}{6+{\cfrac {z^{2}}{10+{\cfrac {z^{2}}{14+\ddots }}}}}}}}}
o bien, aplicando la sustitución. z = xy:
{\displaystyle e^{\frac {x}{y}}=1+{\cfrac {2x}{2y-x+{\cfrac {x^{2}}{6y+{\cfrac {x^{2}}{10y+{\cfrac {x^{2}}{14y+\ddots }}}}}}}}}
con un caso especial para z = 2:
{\displaystyle e^{2}=1+{\cfrac {4}{0+{\cfrac {2^{2}}{6+{\cfrac {2^{2}}{10+{\cfrac {2^{2}}{14+\ddots \,}}}}}}}}=7+{\cfrac {2}{5+{\cfrac {1}{7+{\cfrac {1}{9+{\cfrac {1}{11+\ddots \,}}}}}}}}}
Esta fórmula también converge, aunque más lentamente, para z> 2. Por ejemplo:
{\displaystyle e^{3}=1+{\cfrac {6}{-1+{\cfrac {3^{2}}{6+{\cfrac {3^{2}}{10+{\cfrac {3^{2}}{14+\ddots \,}}}}}}}}=13+{\cfrac {54}{7+{\cfrac {9}{14+{\cfrac {9}{18+{\cfrac {9}{22+\ddots \,}}}}}}}}}

## Plano complejo

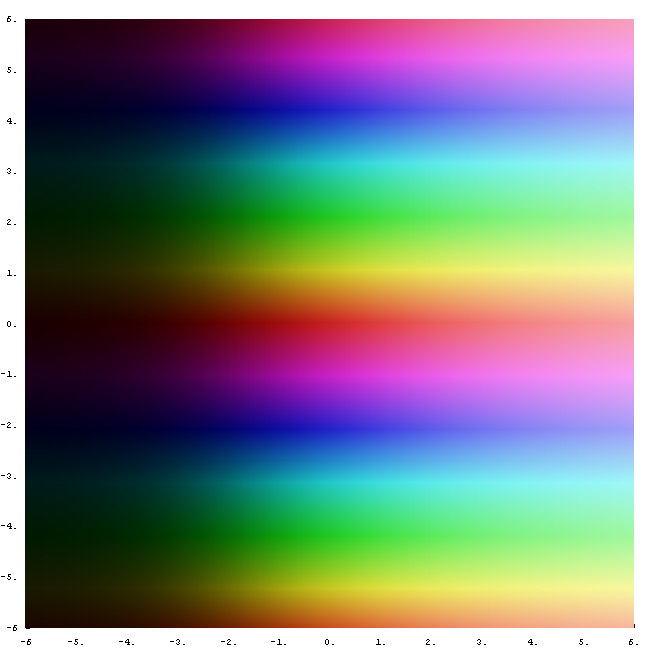
Función exponencial en el plano complejo. La transición de colores oscuros a claros muestra que la magnitud de la función exponencial está aumentando hacia la derecha. Las bandas horizontales periódicas indican que la función exponencial es periódica en la parte imaginaria de su argumento.

Como en el caso real, la función exponencial se puede definir en el plano complejo en varias formas equivalentes. La definición más común de la función exponencial compleja es paralela a la definición de la serie de potencias para los argumentos reales, donde la variable real se reemplaza por una compleja:
{\displaystyle \exp(z):=\sum _{k=0}^{\infty }{\frac {z^{k}}{k!}}}
La multiplicación de dos copias de estas series de potencias en el sentido de Cauchy, permitida por el teorema de Mertens, muestra que la propiedad multiplicativa definitoria de las funciones exponenciales sigue siendo válida para todos los argumentos complejos:
{\displaystyle \exp(w+z)=\exp(w)\exp(z)} para todo {\displaystyle w,z\in \mathbb {C} }
La definición de la función exponencial compleja a su vez conduce a las definiciones apropiadas que extienden las funciones trigonométricas a argumentos complejos.
En particular, cuando {\displaystyle z=it} ({\displaystyle t}real), la definición de la serie produce la expansión
{\displaystyle \exp(it)={\Big (}1-{\frac {t^{2}}{2!}}+{\frac {t^{4}}{4!}}-{\frac {t^{6}}{6!}}+\cdots {\Big )}+i{\Big (}t-{\frac {t^{3}}{3!}}+{\frac {t^{5}}{5!}}-{\frac {t^{7}}{7!}}+\cdots {\Big )}}
En esta expansión, la reorganización de los términos en partes reales e imaginarias se justifica por la convergencia absoluta de la serie. Las partes reales e imaginarias de la expresión anterior de hecho corresponden a las expansiones de la serie de {\displaystyle \cos t} y {\displaystyle \sin t}, respectivamente.
Esta correspondencia proporciona motivación para definir el coseno y el seno para todos los argumentos complejos en términos de {\displaystyle \exp(\pm iz)}y la serie de potencias equivalentes:
{\displaystyle \cos z:={\frac {1}{2}}{\Big [}\exp(iz)+\exp(-iz){\Big ]}=\sum _{k=0}^{\infty }(-1)^{k}{\frac {z^{2k}}{(2k)!}}} y {\displaystyle \operatorname {sen} z:={\frac {1}{2i}}{\Big [}\exp(iz)-\exp(-iz){\Big ]}=\sum _{k=0}^{\infty }(-1)^{k}{\frac {z^{2k+1}}{(2k+1)!}}}para todo {\displaystyle z\in \mathbb {C} }
Las funciones exp, cos y sin, así definidas, tienen un radio infinito de convergencia por la prueba de relación y, por lo tanto, son funciones completas (es decir, holomorfas en {\displaystyle \mathbb {C} }). El rango de la función exponencial es {\displaystyle \mathbb {C} \setminus \{0\}}, mientras que los rangos de las funciones complejas de seno y coseno son {\displaystyle \mathbb {C} } en su totalidad, de acuerdo con el teorema de Picard, que afirma que el rango de una función completa no constante es {\displaystyle \mathbb {C} } o {\displaystyle \mathbb {C} }excluyendo un valor lacunario. 
Estas definiciones para las funciones exponenciales y trigonométricas conducen trivialmente a la fórmula de Euler:
{\displaystyle \exp(iz)=\cos z+i\operatorname {sen} z} para todo {\displaystyle z\in \mathbb {C} }
Alternativamente, podríamos definir la función exponencial compleja basada en esta relación. Si {\displaystyle z=x+iy}, donde {\displaystyle x}y {\displaystyle y}son reales, podríamos definir su exponencial como
{\displaystyle \exp z=\exp(x+iy):=(\exp x)(\cos y+i\operatorname {sen} y)}
donde exp, cos y sen en el lado derecho del signo de definición deben interpretarse como funciones de una variable real, previamente definida por otros medios.
Para {\displaystyle t\in \mathbb {R} }, la relación {\displaystyle {\overline {\exp(it)}}=\exp(-it)}se mantiene, por lo que {\displaystyle |\exp(it)|=1}para real {\displaystyle t} y {\displaystyle t\mapsto \exp(it)}mapea la línea real (mod {\displaystyle 2\pi }) al círculo unitario. Sobre la base de la relación entre {\displaystyle \exp(it)} y el círculo unitario, es fácil ver que, restringido a argumentos reales, las definiciones de seno y coseno dadas anteriormente coinciden con sus definiciones más elementales basadas en nociones geométricas.
La función exponencial compleja es periódica con el período {\displaystyle 2\pi i} y {\displaystyle \exp(z+2\pi ik)=\exp z} para todos {\displaystyle z\in \mathbb {C} ,k\in \mathbb {Z} }. 
Cuando su dominio se extiende desde la línea real al plano complejo, la función exponencial conserva las siguientes propiedades:
- {\displaystyle e^{z+w}=e^{z}e^{w}\,}
- {\displaystyle e^{0}=1\,}
- {\displaystyle e^{z}\neq 0}
- {\displaystyle {\frac {\mathrm {d} }{\mathrm {d} z}}e^{z}=e^{z}}
- {\displaystyle \left(e^{z}\right)^{n}=e^{nz},n\in \mathbb {Z} }

Extender el logaritmo natural a argumentos complejos produce el logaritmo complejo log z, que es una función multivalor.
Podemos definir una exponenciación más general:
{\displaystyle z^{w}=e^{w\log z}}
para todos los números complejos z y w. Esta es también una función multivalor, incluso cuando z es real. Esta distinción es problemática, ya que las funciones multivalor log z y zw se confunden fácilmente con sus equivalentes de un solo valor al sustituir un número real por z. La regla sobre la multiplicación de exponentes para el caso de números reales positivos debe modificarse en un contexto multivalor:
(ez) w  ≠ ezw, sino más bien (ez) w   = e (z + 2πin) w multivalor sobre enteros n

La función exponencial mapea cualquier línea en el plano complejo a una espiral logarítmica en el plano complejo con el centro en el origen. Cabe señalar dos casos especiales: cuando la línea original es paralela al eje real, la espiral resultante nunca se cierra sobre sí misma; cuando la línea original es paralela al eje imaginario, la espiral resultante es un círculo de algún radio.

Gráficos en 3D de la parte real, la parte imaginaria y el módulo de la función exponencial
z = Re(ex + iy)
z = Im(ex + iy)
z = abs(ex + iy)

Considerando la función exponencial compleja como una función que involucra cuatro variables reales:
{\displaystyle v+iw=\exp(x+iy)}
La gráfica de la función exponencial es una superficie bidimensional que se curva a través de cuatro dimensiones.

Comenzando con una parte codificada por colores del dominio {\displaystyle xy}, las siguientes son representaciones de la gráfica como se proyecta de manera diversa en dos o tres dimensiones. 

Gráficos de la función exponencial compleja
Clave:
Proyección sobre el plano complejo de rango (V/W). Compare con la siguiente imagen en perspectiva.
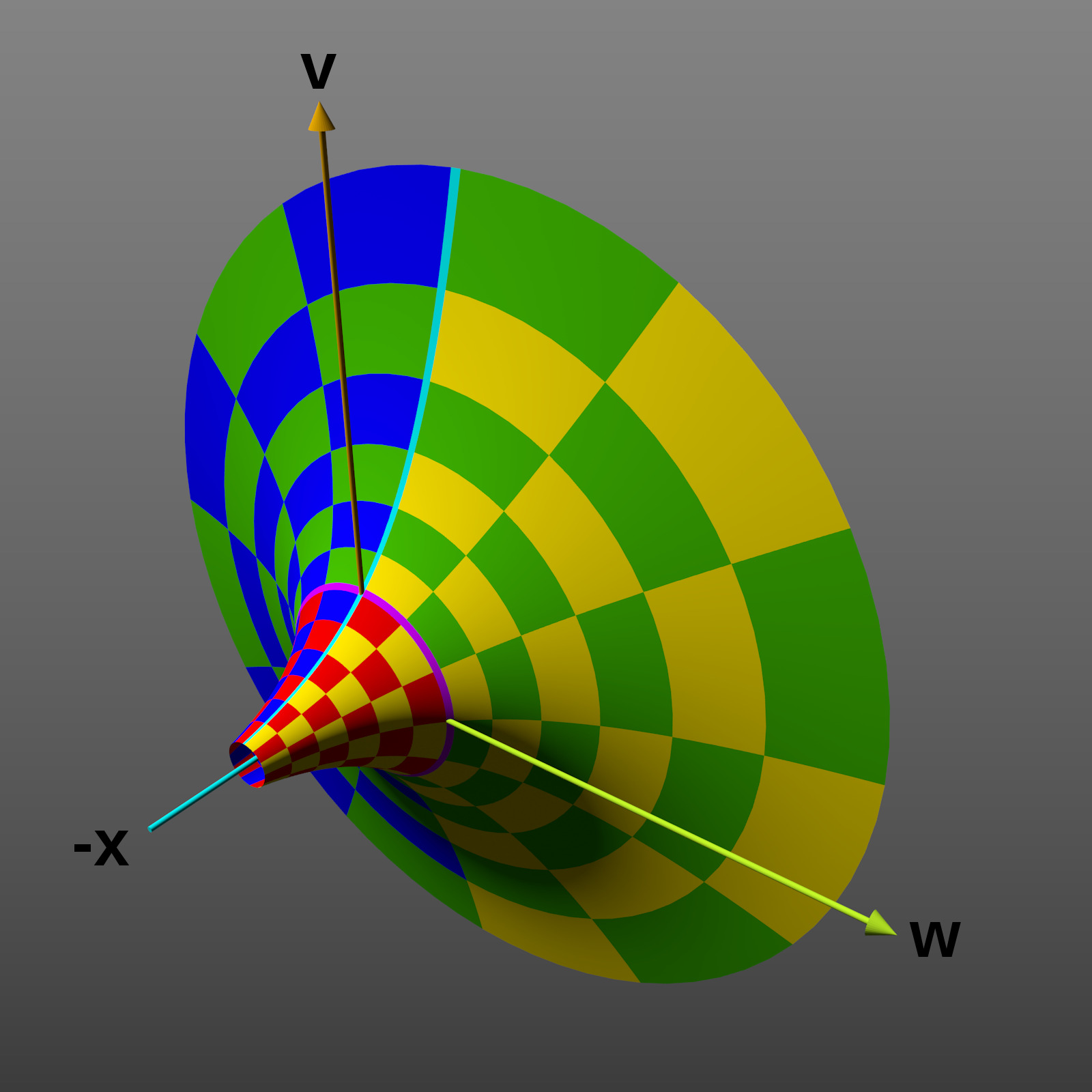
Proyección en las dimensiones, y, produciendo una forma de bocina o embudo acampanado (concebida como una imagen en perspectiva 2-D).
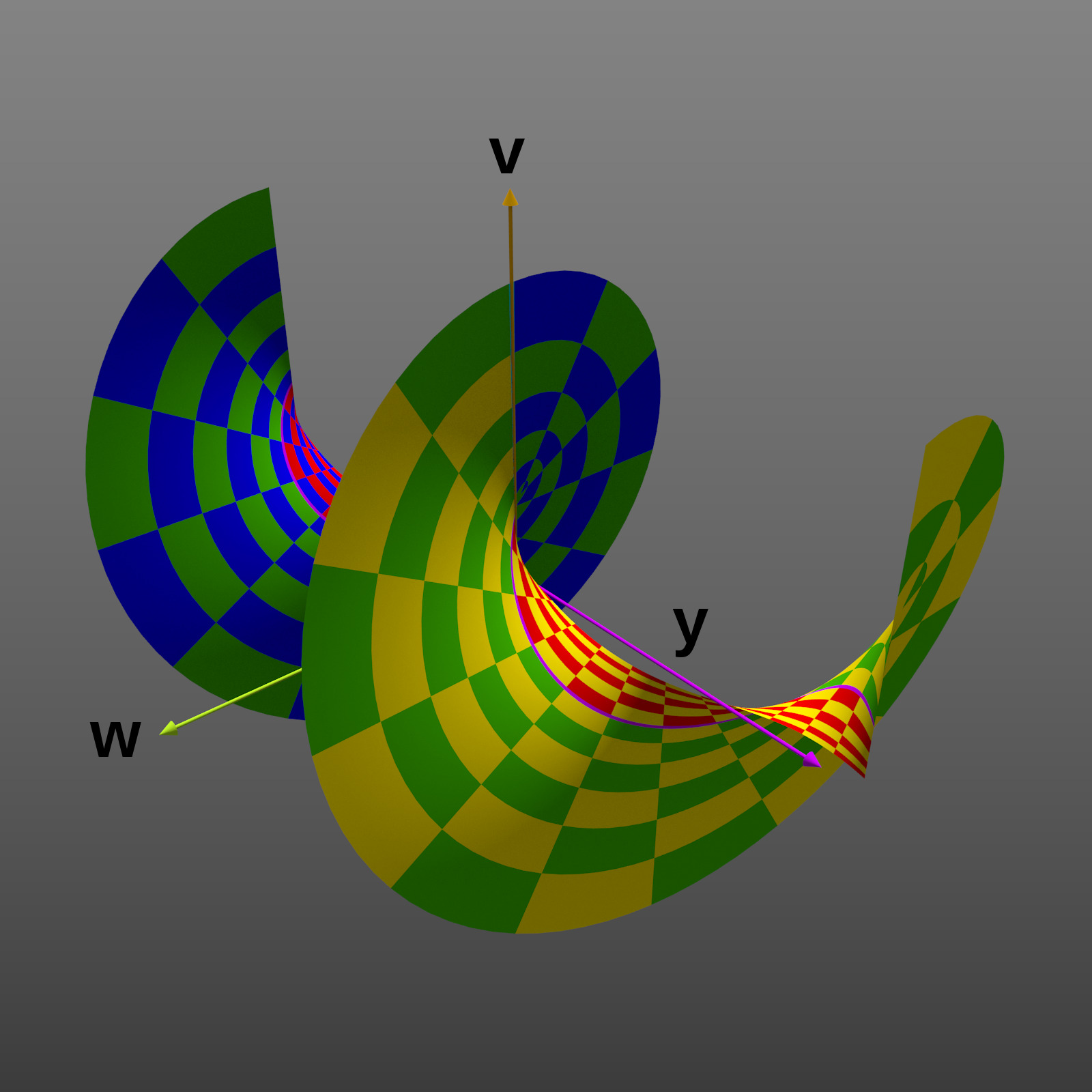
Proyección en las dimensiones, y, produciendo una forma espiral. (rango extendido a ± 2π, nuevamente como imagen en perspectiva 2-D).
 {\displaystyle x>0:\;{\text{verde}}}
 {\displaystyle x<0:\;{\text{rojo}}}
{\displaystyle y>0:\;{\text{amarillo}}}
{\displaystyle y<0:\;{\text{azul}}}
- Proyección sobre el plano complejo de rango (V/W). Compare con la siguiente imagen en perspectiva.
- Proyección en las dimensiones {\displaystyle x}, {\displaystyle v}y {\displaystyle w}, produciendo una forma de bocina o embudo acampanado (concebida como una imagen en perspectiva 2-D).
- Proyección en las dimensiones {\displaystyle y}, {\displaystyle v} y {\displaystyle w}, produciendo una forma espiral. ({\displaystyle y}rango extendido a ± 2π, nuevamente como imagen en perspectiva 2-D).

La segunda imagen muestra cómo se mapea el plano complejo de dominio en el plano complejo de rango:
- cero se asigna a 1
- el eje real {\displaystyle x}se asigna al eje real {\displaystyle v}positivo
- el eje imaginario {\displaystyle y}se envuelve alrededor del círculo unitario a una velocidad angular constante
- los valores con partes reales negativas se asignan dentro del círculo unitario
- los valores con partes reales positivas se asignan fuera del círculo unitario
- los valores con una parte real constante se asignan a círculos centrados en cero
- los valores con una parte imaginaria constante se asignan a rayos que se extienden desde cero

La tercera y cuarta imágenes muestran cómo el gráfico en la segunda imagen se extiende en una de las otras dos dimensiones que no se muestran en la segunda imagen.
La tercera imagen muestra el gráfico extendido a lo largo del eje real {\displaystyle x}. Muestra que la gráfica es una superficie de revolución sobre el eje {\displaystyle x}de la gráfica de la función exponencial real, que produce una forma de bocina o embudo. 
La cuarta imagen muestra el gráfico extendido a lo largo del eje imaginario {\displaystyle y}. Muestra que la superficie del gráfico para valores {\displaystyle y}positivos y negativos realmente no coinciden con el eje real {\displaystyle v}negativo, sino que forma una superficie en espiral alrededor del eje {\displaystyle y}. Debido a que sus valores {\displaystyle y}se han extendido a ± 2π, esta imagen también representa mejor la periodicidad 2π en el valor imaginario {\displaystyle y}.

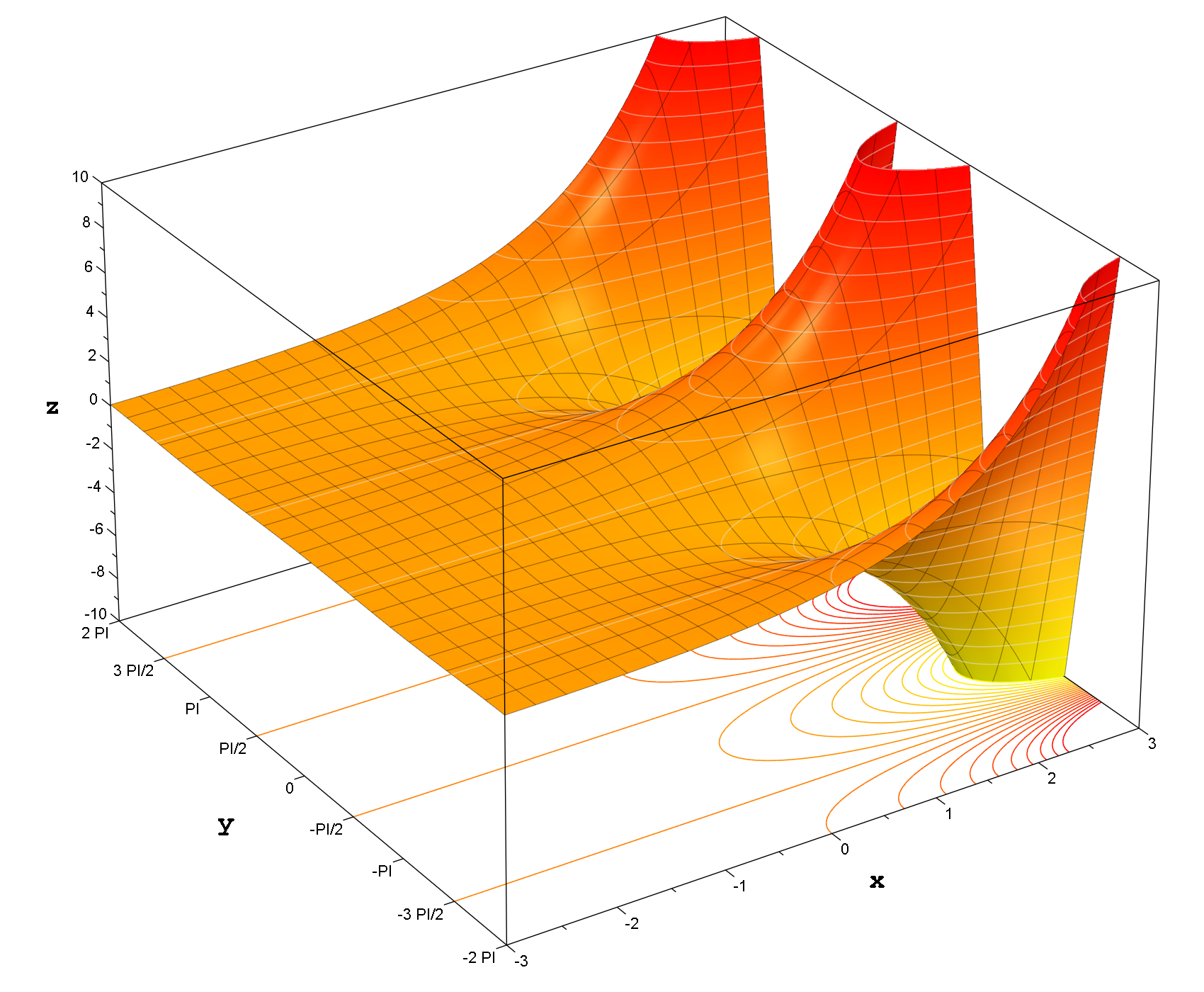
Gráfico de la parte real de una función exponencial en el campo de los complejos

### Cálculo deabdonde tantoacomobson complejos
La exponenciación compleja ab se puede definir convirtiendo a coordenadas polares y usando la identidad (eln(a))b
 = ab:
{\displaystyle a^{b}=\left(re^{\theta i}\right)^{b}=\left(e^{\ln(r)+\theta i}\right)^{b}=e^{\left(\ln(r)+\theta i\right)b}}
Sin embargo, cuando b no es un número entero, esta función es multivalor, porque θ no es única.

## Función exponencial general
Si se toma como base el número complejo a diferente de e, y como variable el exponente z, se tiene que la función exponencial general w = f(z)={\displaystyle a^{z}},  se define como::

{\displaystyle w=a^{z}=e^{z\operatorname {Log} a}=e^{z\ln |a|}\cdot e^{zi\operatorname {Arg} a}}

Es una familia de funciones unívocas, no ligadas entre sí, que se distinguen por los factores exp(2kπiz), siendo k cualquier número entero.

## Matrices y álgebras de Banach
La definición de la serie de potencias de la función exponencial tiene sentido para las matrices cuadradas (para las cuales la función se denomina matriz exponencial) y más generalmente en cualquier álgebra B de Banach. En esta configuración, e0 = 1, y ex es invertible con e inversa e−x para cualquier x en B. Si xy = yx, entonces ex + y = exey, pero esta identidad puede fallar para no conmutar x e y. 
Algunas definiciones alternativas llevan a la misma función. Por ejemplo, ex puede definirse como:
{\displaystyle \lim _{n\to \infty }\left(1+{\frac {x}{n}}\right)^{n}.}
O ex puede definirse como f(1), donde f: R→B es la solución a la ecuación diferencial f ′(t) = xf(t) con condición inicial f(0) = 1.

## Álgebras de Lie
Dado un Grupo de Lie G y su álgebra de Lie asociada {\displaystyle {\mathfrak {g}}}, el mapa exponencial es un mapa {\displaystyle {\mathfrak {g}}}↦ G que satisface propiedades similares. De hecho, dado que R es el álgebra de Lie del grupo de Lie de todos los números reales positivos bajo multiplicación, la función exponencial ordinaria para los argumentos reales es un caso especial de la situación del álgebra de Lie. De manera similar, como el grupo de Lie GL(n,R) de matrices invertibles n × n tiene como álgebra de Lie M(n,R), el espacio de todas las matrices n × n, la función exponencial para matrices cuadradas es un caso especial de Mapa exponencial de álgebra de Lie.
La identidad exp(x + y) = exp(x)exp(y) puede fallar para los elementos del álgebra de Lie x y y que no conmutan; La fórmula de Baker – Campbell – Hausdorff proporciona los términos de corrección necesarios.

## Transcendencia
La función ez no está en C(z) (es decir, no es el cociente de dos polinomios con coeficientes complejos).
Para n números complejos distintos {a1, …, an}, el conjunto {ea1z, …, eanz} es linealmente independiente sobre C(z).
La función ez es trascendental sobre C(z)

## Computación
Al computar (una aproximación de) la función exponencial, si el argumento está cerca de 0, el resultado será cercano a 1, y computar la diferencia {\displaystyle \exp(x)-1} puede producir una pérdida de precisión.
Siguiendo una propuesta de William Kahan, puede ser útil tener una rutina dedicada, a menudo llamada expm1, para calcular ex − 1 directamente, sin pasar por el cálculo de ex. Por ejemplo, si la exponencial se calcula utilizando su serie de Taylor
{\displaystyle e^{x}=1+x+{\frac {x^{2}}{2}}+{\frac {x^{3}}{6}}+\cdots +{\frac {x^{n}}{n!}}+\cdots ,}
uno puede usar la serie de Taylor {\displaystyle e^{x}-1:}
{\displaystyle e^{x}-1=x+{\frac {x^{2}}{2}}+{\frac {x^{3}}{6}}+\cdots +{\frac {x^{n}}{n!}}+\cdots .}
Esto se implementó por primera vez en 1979 en la calculadora Hewlett-Packard HP-41C, y fue proporcionado por varias calculadoras,  sistemas de álgebra computacional y lenguajes de programación (por ejemplo, C99).
Se ha utilizado un enfoque similar para el logaritmo.(ver lnp1).
Una identidad en términos de la tangente hiperbólica,
{\displaystyle \operatorname {expm1} (x)=\exp(x)-1={\frac {2\tanh(x/2)}{1-\tanh(x/2)}},}
proporciona un valor de alta precisión para valores pequeños de x en sistemas que no implementan expm1(x).